# SJ X10
Die Baureihe X10 ist eine normalspurige schwedische Elektrotriebzugbaureihe. Sie wurde für Statens Järnvägar (SJ) von Asea Brown Boveri als Nachfolger der Baureihe X1 entwickelt. Zwischen 1983 und 1992 wurden insgesamt 101 Einheiten gebaut und sind für den Betrieb mit 15 kV Wechselspannung bei 16 2⁄3 Hz im Vorortverkehr ausgelegt.
Sie wurden ursprünglich bei Storstockholms Lokaltrafik (SL) und bei Pågatåg in Schonen eingesetzt.

## Technik
Bei der Entwicklung der Baureihe X10 wurden die Erfahrungen berücksichtigt, die mit der Vorgängerbaureihe gesammelt wurden. Die Wagenkästen sind nahezu baugleich, lediglich die Führerstandsenden erhielten eine spitz zulaufende Form. Die Lufteinlässe, die sich bei der Baureihe X1 im schwedischen Winter häufig mit Schnee zugesetzt hatten, wurden auf das Dach verlagert. Die Triebwagen der Baureihe X10 erhielten modernere Fahrmotoren sowie eine elektrische Widerstandsbremse mit Bremswiderständen auf dem Dach.
Wie beim Vorgänger besteht eine Einheit aus einem Trieb- (X10 A) und einem Steuerwagen (X10 B). Jeder der beiden Wagen besaß ursprünglich drei Doppeltüren auf jeder Seite. Es können bis zu fünf Einheiten gekuppelt und in Mehrfachtraktion gefahren werden. Der Mischbetrieb mit Einheiten der Reihe X1 ist möglich und wurde praktiziert.

## Inneneinrichtung
Die Inneneinrichtung bestand ursprünglich aus gegenüberliegenden Sitzbänken in 2+3-Anordnung. Da die Züge für den S-Bahn-ähnlichen Vorortverkehr um Stockholm und Malmö konzipiert waren, gab es weder Toiletten noch Plätze Erster Klasse und nur wenig Platz für Gepäck.

## Einsatzgeschichte

### Beschaffung
Statens Järnvägar (SJ) betrieben von 1969 bis 1999 im Auftrag von SL den Pendeltåg-Verkehr um Stockholm. Die ersten 14 X10-Einheiten wurden im Dezember 1979 bestellt und 1983 geliefert. Fünf davon waren für SL vorgesehen, die übrigen gingen zu Pågatåg und kamen im Großraum Malmö zum Einsatz. In den folgenden Jahren wurden insgesamt 87 weitere Einheiten bestellt.
52 Einheiten fuhren bei SL, die übrigen bei Upplands Lokaltrafik, Västmanlands Lokaltrafik und X-Trafik (Gävleborgs län).

## X11
Zwischen 1994 und 1998 wurden 49 X10-Einheiten (X10 3105–3113, 3134–3147, 3167–3175, 3181–3185, 3187–3189 und 3204–3213) für den Regionalverkehr umgebaut. In den Wagen wurden die mittleren Türen entfernt und dafür zusätzliche Sitzplätze installiert. Überdies erhielten die Züge Toiletten, Gepäcknetze über den Sitzen und zusätzliche Gepäckablagen, teilweise auch Fahrradmitnahmemöglichkeiten. Es wurden bequemere Sitzpolster verbaut. Bei den im Großraum Göteborg fahrenden X11 wurde die 2+3-Sitzteilung beibehalten, sonst wurde auf 2+2-Sitzteilung umgestellt. Die umgebauten Züge erhielten die Baureihenbezeichnung X11.
Mit dem Abschluss der Umbauarbeiten zu X11 verkehrten die verbliebenen 52 X10-Einheiten ausschließlich bei SL im Großraum Stockholm.
Der Triebwagen der X11-Einheit 3105 wurde im Herbst 2011 durch einen Brand beschädigt und anschließend verschrottet. Der Steuerwagen dieser Einheit blieb unbeschädigt erhalten. Mit Stand Anfang 2018 waren noch alle X11-Einheiten in verschiedenen Regionen Schwedens im Einsatz. Viele wurden inzwischen umlackiert und modernisiert und dabei teilweise mit LED-Beleuchtung, 230-V-Steckdosen an den Sitzplätzen und bequemeren Sitzen ausgestattet.

## X10
Mit dem Ende der Bedienung von Storstockholms Lokaltrafik durch SJ 1999 verblieben die Einheiten 3114–3133, 3148–3166, 3176–3181, 3186 und 3198–3203 bei SL Zwischen 1999 und 2002 wurden diese Züge renoviert, wobei unter anderem die Sitzbänke durch Einzelsitze ersetzt wurden.
2005 wurden die ersten Züge der Baureihe X60 bei SL in Betrieb genommen. Diese sind mehr als doppelt so lang als die X10, haben einen anderen Türabstand und können im Betrieb nicht mit Einheiten der Reihe X10 gekuppelt werden. Zunächst ersetzten die X60-Züge nur die Baureihe X1, deren letztes Exemplar im April 2011 abgestellt wurde. Die Triebwagen der Baureihe X10 blieben weiterhin im Einsatz.
Für den Betrieb im am 10. Juli 2017 eröffneten Citybanan-Tunnel sind die X10-Einheiten nicht geeignet. Insbesondere sind die Glaswände und Bahnsteigtüren in den unterirdischen Bahnhöfen Odenplan und Stockholm City auf den Türabstand der X60 abgestimmt und passen damit nicht zu den X10. Deshalb mussten sämtliche durch den Tunnel führenden Pendeltåg-Linien bis zur Eröffnung vollständig auf X60 umgestellt sein.
Mit der Lieferung der dritten Bauserie von X60-Triebwagen (X60B) ab Januar 2016 wurden die X10 schrittweise abgestellt. Am 31. März 2017 fuhren letztmals X10-Einheiten im Planverkehr.  Der letzte Zug bestand aus den Einheiten 3133, 3153, 3154 und 3186.

### Verbleib
Der X10 3160 wurde 2010 bei einem Brand im SL-Betriebswerk Älvsjö (schwedisch Älvsjödepån) beschädigt, später in das Betriebswerk Tillberga verlegt, als Ersatzteilspender genutzt und anschließend verschrottet.
Die Verschrottung weiterer Triebwagen begann im Januar 2017, als die ersten beiden Züge am 12. Januar 2017 X10 3118 und 3198 mit eigener Motorkraft zu Stena Recycling in Hallstahammar gefahren wurden. Es folgte jeden Donnerstag ein Zug von Sundbyberg mit zwei Einheiten, am 19. Januar 2017 die Einheiten 3200 und 3202, am 26. Januar 2017 die 3120 und 3129, am 2. Februar 2017 die  3121 und 3163, am 9. Februar 2017 die 3156 und 3165, am 16. Februar 2017 die 3128 und 3132 und am 23. Februar 2017 die 3114 und 3151.
Am 2. März 2017 waren es X10 3115 und 3126, gefolgt am 9. März 2017 von X10 3166 und 3150. Der nächste Zug fuhr am 23. März 2017 mit X10 3116 und 3155, eine Woche später folgten X10 3125 und 3123. Am 6. April 2017 waren X10 3117 und 3149 an der Reihe, am 20. April 2017 X10 3127 und 3152. X 10 3148 und 3124 wurden am 27. April zur Verschrottung gefahren, am 4. Mai 2017 X10 3122 und 3158.
Am 11. Mai 2017 fuhr ein Abschiedszug mit X10 3181 von Stockholm C nach Kungsängen und zurück, an Bord waren geladene Gäste von MTR, Trafikverket, SL, dem Eisenbahnklub SJK und dem Kraftfahrzeugklub SMoK. Am gleichen Tag wurden X10 3133 und 3153 zum Schrottplatz in Hallstahammar gefahren, am 18. Mai 2017 X10 3157 und 3162, am 1. Juni 2017 X10 3159 und 3161, eine Woche später, am 8. Juni 2017, X10 3131 und 3176. Am 15. Juni 2017 folgten X10 3130 und 3154 und am 29. Juni 2017 die letzten zu verschrotteten Einheiten X10 3119 und 3165. Damit blieben zum Jahreswechsel 2017 neun Einheiten übrig: 3177–3181, 3186, 3199 und 3201 in Stockholm sowie 3203 in Kristinehamn.

## TÅGAB X10
Bereits am 19. April 2017 war der X10 3203 in Värmland von Tågåkeriet i Bergslagen (TÅGAB) getestet worden. 2018 wurden dann die Einheiten 3180 (als Ersatzteilspender) sowie 3199, 3201 und 3203 nach Umbauten und Einbau von Toiletten an Tågab verkauft, die die umgebauten X10 als Ergänzung im Personenverkehr nutzt.

## Transitio X10
Der X10 3179 wurde an AB Transitio verkauft und wird als Ersatzteilspender genutzt.

## Saga Rail X10
Die restlichen vier Einheiten X10 3178, 3181 und 3186 sowie 3177 als Ersatzteilspender blieben im Besitz von SL und wurden an die neu gegründete Saga Rail vermietet.

## Weiterentwicklungen und Umbauten
Der ursprüngliche Plan, auf der Basis des X10 einen dreiteiligen Triebzug für den Fernverkehr zu entwickeln, wurde niemals realisiert. Da sich die X10 jedoch sehr bewährten, wurden mit nur geringfügigen Änderungen mehrere Baureihen für den Nah- und Regionalverkehr entwickelt. Überdies wurden zahlreiche X10-Einheiten später in die Baureihe X11 umgebaut.

### SJ X12
Bei der Baureihe X12 handelt es sich um Neubauten. Zwischen 1991 und 1994 wurden insgesamt 18 Einheiten gebaut. Bei den X12 gab es von Anfang an nur vier Türen pro Wagen, eine 2+2-Sitzanordnung, Toiletten und ein Erste-Klasse-Abteil. Die Höchstgeschwindigkeit wurde auf 160 km/h gesteigert. Sämtliche nach dem Umbau von zwei Einheiten zu X14 (2000: 3223; 2008: 3190) noch vorhandenen X12-Einheiten waren mit Stand Januar 2018 noch im Einsatz. 2021 wurden drei Züge ausgemustert und verschrottet.

### SJ X14
Von der Baureihe X14 wurden 18 Einheiten zwischen 1994 und 1995 neu gebaut. Fahrzeugtechnisch sind sie identisch mit der Baureihe X12, einschließlich der Höchstgeschwindigkeit von 160 km/h und der Türanordnung. Bei der Inneneinrichtung wurde wieder die 2+3-Sitzanordnung gewählt. Zwei X12-Einheiten (3223 im Jahr 2000 und 3190 im Jahr 2008) wurden in X14 umgebaut, so dass 20 Einheiten der Baureihe X14 existieren.